# دنیل ویتری
دنیل ویتری (انگلیسی: Daniel Viteri؛ زادهٔ ۱۲ دسامبر ۱۹۸۱) یک بازیکن فوتبال اهل اکوادور است.
وی همچنین در تیم ملی فوتبال اکوادور بازی کرده‌است.